# 磯部智子
磯部 智子（いそべ ともこ、1966年7月11日 - ）は日本の音楽家・作曲家・編曲家。東京都出身。音楽制作会社トイロミュージック所属。

## 来歴
1984年、西岡由美子・石井美紀子と共にアンプラグドバンド『クララサーカス』を結成、作曲・編曲・ピアノを担当。ライブ活動を行いながらナゴムレコード他より作品をリリース。
1991年、クララサーカス解散。1993年より西岡とのユニット「Being Beauteous」で活動。
1999年、作曲家として独立。『おかあさんといっしょ』など教育番組・子供番組を中心に楽曲・BGMの提供を行っている。

## 楽曲提供
- おかあさんといっしょ（NHK教育）
  - 「メーコブのおえかききぶん」
  - 「リンちゃんどうする?」
  - 「ぼくのともだち」
  - 「おっきいちっちゃいゲーム」
  - 「へんし〜ん!」
  - 「しりとりドライブ」
  - 夏休みスペシャル オープニング・エンディング・ブラックシアターBGM
  - 冬特集 BGM
  - DVD「ふしぎなテント」
- てれび絵本（NHK教育）
  - 「てがみをください」
  - 「やまのかいしゃ」
  - 「もずがなくとき」
  - 「そっとしておいて」
- おはなしのくに（NHK教育）「かさじぞう」
- えいごリアン （NHK教育）英語曲
- NHKクリエイティブ・ライブラリーキッズ
- SAVE THE FUTURE（NHK総合）「フェリーチェス」テーマ
- すくすく子育て（NHK教育）「りょうこの手あそびコーナー」
- ベネッセ「こどもちゃれんじ ぷち」夏号
- おやこ図鑑プチNEO（小学館）『からだあそび』付属DVD 童謡アレンジ
- PostPet Playland イタ・DE・モモ（Windows PCゲーム）
- J-PHONE 待受ムービー着メロ
- 東芝 Ex-pad『Yummy Box』BGM

| スタブアイコン | サブスタブ | この項目は、まだ閲覧者の調べものの参照としては役立たない、音楽関係者（バンド等）に関連した書きかけの項目です。この項目を加筆・訂正などしてくださる協力者を求めています（P:音楽/PJ:芸能人）。 |